# 岸本知弘

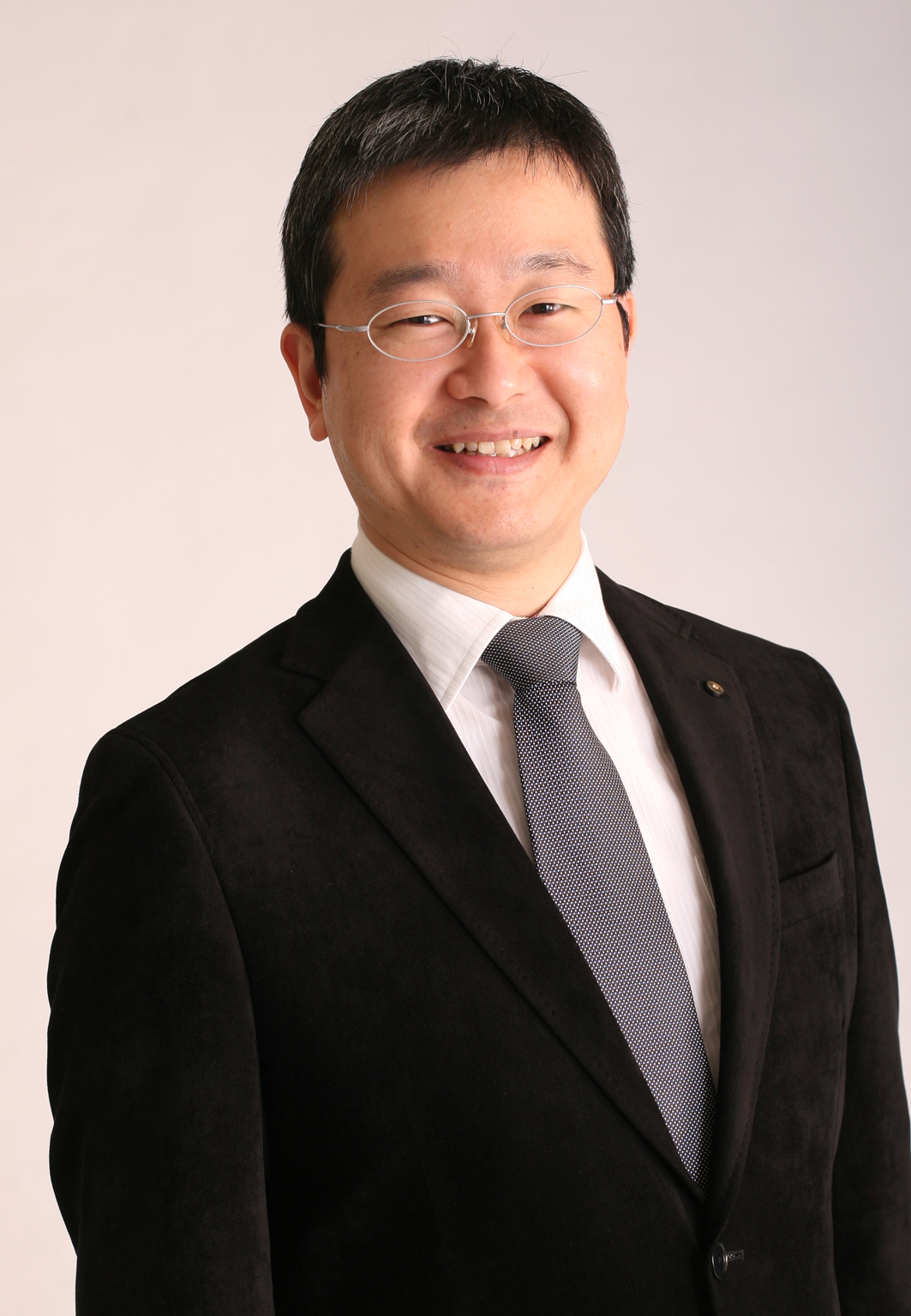

岸本 知弘（きしもと ともひろ、1974年8月12日 - ）は、日本の歯科医師。
京都府京都市北区で きしもと歯科医院 を開業。

## 来歴
京都府京都市左京区生まれ。
京都市立紫野高等学校全日制普通科卒業後、愛知県名古屋市にある河合塾千種校に入学。生物学の知識のみをマニアックに深め、愛知学院大学歯学部歯学科に得意科目入試制度で入学。同校卒業後は京都市伏見区の歯科医院に勤務。
2007年2月3日に きしもと歯科医院 を開業。
2008年6月に日本歯科医師会、京都府歯科医師会、京都府歯科医師会北支部に入会。

## 人物
高校生時代の所属クラブは放送局に在籍。技術部員として音響ミキシング等を担当。NHKコンクール全国大会へは3年連続で出場。その他、地学部にも在籍していた。
河合塾千種校時代の友人とは今でもFacebook等で連絡を取り合っている。
大学生時代の所属クラブは公衆歯科衛生研究会（略称：公歯研）。大学3年生・4年生時に部長を務め、榊原悠紀田郎に出会う。
2000年にSCP（スチューデント・クリニシャン・プログラム）日本代表選抜大会に出場。同年シカゴで開催された米国歯科医師会（ADA）主催のSCP大会に参加。同窓会組織である SCADA および SCADA-Japan のメンバーとは現在も交流が続いている。
全国の野天風呂を巡っていた頃に、静岡県浜松市にある「談味酒家ふとっぱら」に出逢う。毎週のように通っていた時期もあり、当時の大将に「将来、色んなところでココよりも立派なものを食すことになるだろうが、それを味わう味覚が育ってなければ十分に楽しむことが出来ない。魚の本質、芋焼酎の本質を体感させてやる」として、ここで芋焼酎のイロハと魚の味わい方を教わる。
敬愛する人物は、本田宗一郎、スティーブ・ジョブス。よって自動車は本田技研工業製品、パソコンはApple製品のみを愛用。
最初に所有した自動車はcivic EK型VTi。初年度で4万キロを走破し、最終走行距離は30万キロを優に超えた。
最初に所有したアップル製品はcentris 660AV。この機種とアナログモデムを使用して最初のホームページを制作。
「日本人なんだから日本酒が解るようになろう」という想いから日本酒を味わうようになり、その奥の深さに感激。最近は（夏でも）燗酒が旨いと感じるようになった。30年物の日本酒を味わったときは酒の神髄を垣間見たという。
「京都に住んでるんだから地元の酒を」という想いからサントリー山崎蒸留所を訪ね、その奥の深さに感激。以来、宴会等でウィスキーを嗜むことが出来るようになった。
社会人になるまでの座右の銘は「ぼちぼちいこか」だったが、さすがに社会人になっても同じではボンヤリしてしまう、と感じ、最近は単年度毎に目標を持つようになった。

## 役職
2009年4月〜2015年3月　京都市北区 1歳6ヶ月児健診 嘱託歯科医
2015年4月〜　京都教育大学附属小中学校 初等部中等部 学校歯科医
2009年4月〜2011年3月　京都府歯科医師会 公衆衛生部 委員
2011年4月〜2013年6月　京都府歯科医師会 公衆衛生部 部員
2013年7月〜2015年6月　京都府歯科医師会 公衆衛生部 委員長
2015年7月〜　京都府歯科医師会 公衆衛生担当理事